# Broget krage
Broget krage (latin: Corvus albus) er en kragefugl, som lever i det subsaharisk Afrika, Madagaskar og Comorerne.